# Heswall

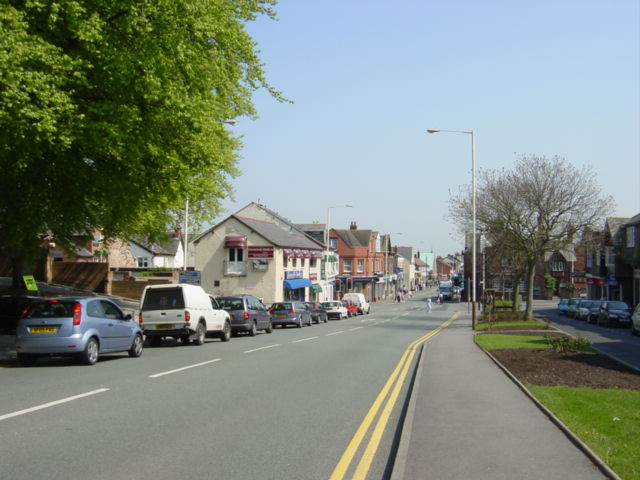
Telegraph Road, 2006

Heswall ist eine Stadt auf der Halbinsel Wirral in der Grafschaft Merseyside südwestlich von Birkenhead. Die nahe bei Liverpool liegende Stadt gehört zum Metropolitan Borough of Wirral und liegt an der Mündung des Flusses Dee. Bis zur Gemeindereform von 1972 gehörte Heswall zur Grafschaft Cheshire.
2011 zählte Heswall 13.401 Einwohner.

## Söhne und Töchter des Ortes
- Ian Astbury (* 1962), Rocksänger
- Ian Botham (* 1955), Cricketspieler und -Kommentator
- Stephen Hough (* 1961), Pianist
- Andy McCluskey (* 1959), Musiker
- John Peel (1939–2004), Radio-Moderator und DJ
- Ian Woan (* 1967), Fußballspieler